# Pallavolo ai XVIII Jeux des îles
Le gare di pallavolo ai XVIII Jeux des îles si sono svolte ad Ajaccio, il 1º e il 2 luglio 2014.
Per seguire l'alternanza imposta dal COJI, nell'edizione 2014 si è svolto soltanto il torneo maschile.

## Selezioni partecipanti
- Corsica
- Sardegna
- Sicilia

## Formula
Visto il calo vertiginoso del numero di partecipanti al torneo rispetto alle altre edizioni, si è disputato un unico girone con la formula del round-robin con partite di andata e di ritorno. In caso di vittoria la squadra si aggiudica 2 punti, in caso di sconfitta 1, mentre se la squadra non si presenta in campo prende 0 punti. A parità di punti prevale il numero di partite vinte, poi in successione quoziente set, quoziente punti e scontro diretto.
Il primo classificato vince la medaglia d'oro, il secondo quella d'argento, il terzo quella di bronzo.

## Risultati

### Prima giornata
| Ajaccio 1º luglio 2014, ore 9.00 CEST | Sicilia | 3 – 0 | Sardegna | Gymnase Laetitia Bonaparte |

| Ajaccio 1º luglio 2014, ore 11.00 CEST | Sardegna | 0 – 3 | Corsica | Gymnase Laetitia Bonaparte |

| Ajaccio 1º luglio 2014, ore 17.30 CEST | Corsica | 0 – 3 | Sicilia | Gymnase Laetitia Bonaparte |

### Seconda giornata
| Ajaccio 1º luglio 2014, ore 11.00 CEST | Sardegna | 0 – 3 | Sicilia | Gymnase Laetitia Bonaparte |

| Ajaccio 1º luglio 2014, ore 17.30 CEST | Corsica | 3 – 0 | Sardegna | Gymnase Laetitia Bonaparte |

| Ajaccio 2 luglio 2014, ore 9.00 CEST | Sicilia | 3 – 0 | Corsica | Gymnase Laetitia Bonaparte |

## Classifica
| posiz | squadra  | G | V | P | Sv | Sp | QS | Pt |
| ----- | -------- | - | - | - | -- | -- | -- | -- |
|       | Sicilia  | 4 | 4 | 0 | 12 | 0  | 12 | 8  |
|       | Corsica  | 4 | 2 | 2 | 6  | 6  | 1  | 6  |
|       | Sardegna | 4 | 0 | 4 | 0  | 12 | 0  | 4  |

## Podio
| 2º posto Corsica | 1º posto Sicilia | 3º posto Sardegna |